# Uwe Kersting
Uwe Gustav Kersting (* 1. August 1964 in Lüdinghausen) ist ein deutscher Sportwissenschaftler und Hochschullehrer.

## Leben
Nach dem Abitur, welches er 1983 in seiner Geburtsstadt Lüdinghausen bestand, studierte er bis 1993 an der Westfälischen Wilhelms-Universität in Münster Sport und Physik für das Lehramt sowie Mathematik.
Von 1993 bis 2001 war Kersting am Institut für Biomechanik der Deutschen Sporthochschule Köln (DSHS) als wissenschaftlicher Mitarbeiter beziehungsweise später wissenschaftlicher Assistent tätig. 1996 erlangte er an der DSHS den Doktorgrad. Das Thema seiner Dissertation lautete „Knöcherne Adaptation des Calcaneus an laufinduzierte mechanische Belastung“.
Zwischen 2001 und 2007 war Kersting als Hochschullehrer am Fachbereich für Sport und Bewegungswissenschaft der University of Auckland in Neuseeland tätig. Von 2007 bis 2018 war er an der Aalborg Universitet in Dänemark zunächst Assistenzprofessor und dann ordentlicher Professor am Institut für Medizin und Gesundheitstechnologie. Zusätzlich war er von 2009 bis 2013 Forschungsdirektor am Rehabilitationszentrum Hammel Neurocenter in der dänischen Stadt Hammel und forschte von 2011 bis 2013 am Wintersportforschungszentrum der Mittuniversitetet in Schweden.
Am 1. Oktober 2018 trat Kersting am Institut für Biomechanik und Orthopädie der Deutschen Sporthochschule Köln eine Professorenstelle für Muskuloskelettale Biomechanik an. Zu seinen Forschungsgebieten zählen biomechanische Fragestellungen, die Leistungsdiagnostik, die Adaption biologischer Materialien, Kraft- und Ausdauertraining, die Ganganalyse.